# Maihof-Drahtzug
Der Weiler Maihof-Drahtzug ist ein Ortsteil der Ortsgemeinde Altleiningen im rheinland-pfälzischen Landkreis Bad Dürkheim. 
Die historische und bis heute aktive Industrieniederlassung liegt am Eckbach 2 km nordöstlich des Dorfes auf etwa 270 m Höhe. Der heutige Name setzt sich aus den Bezeichnungen einer Gaststätte und eines Eisenwerkes zusammen.

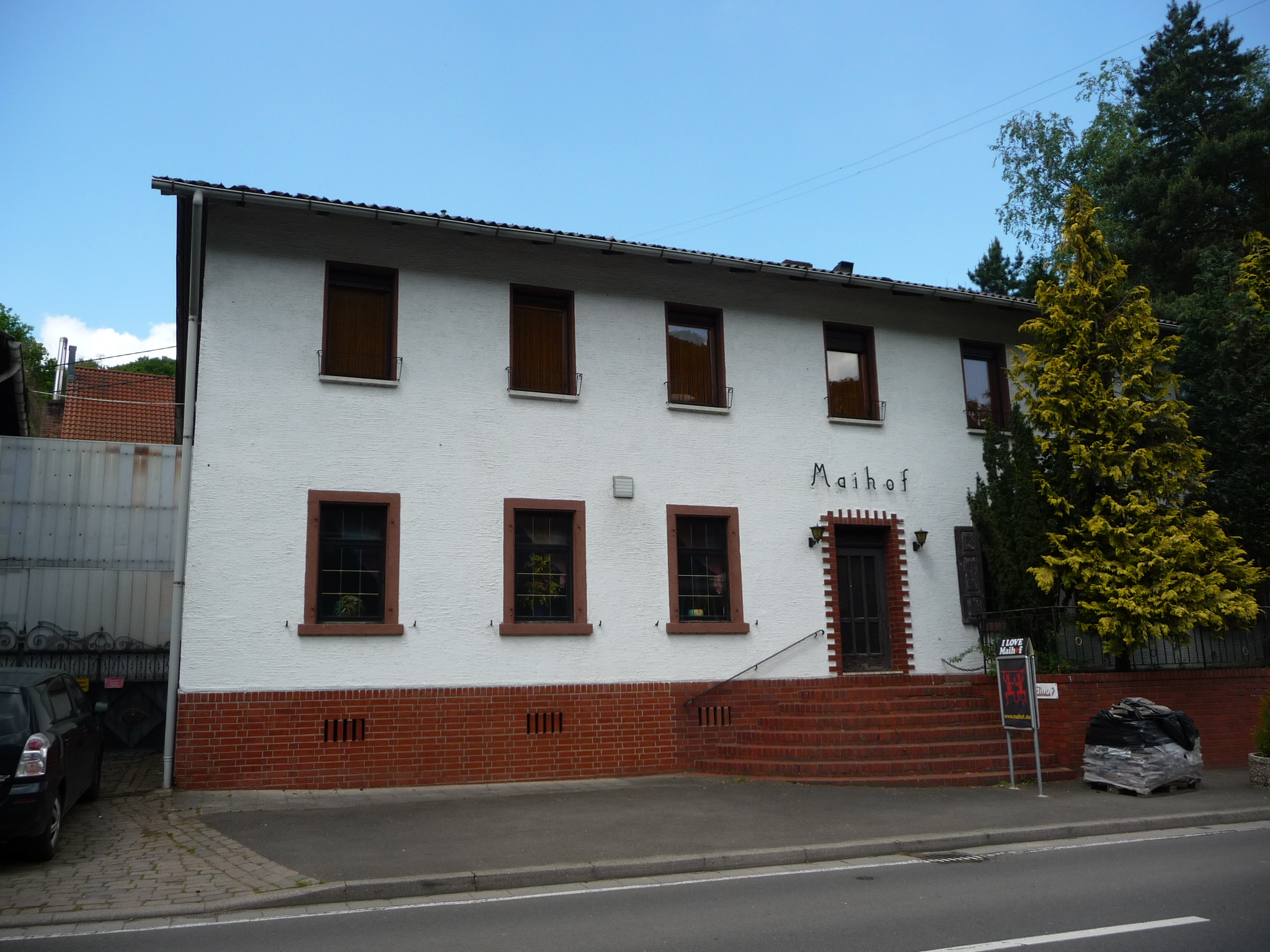
Maihof
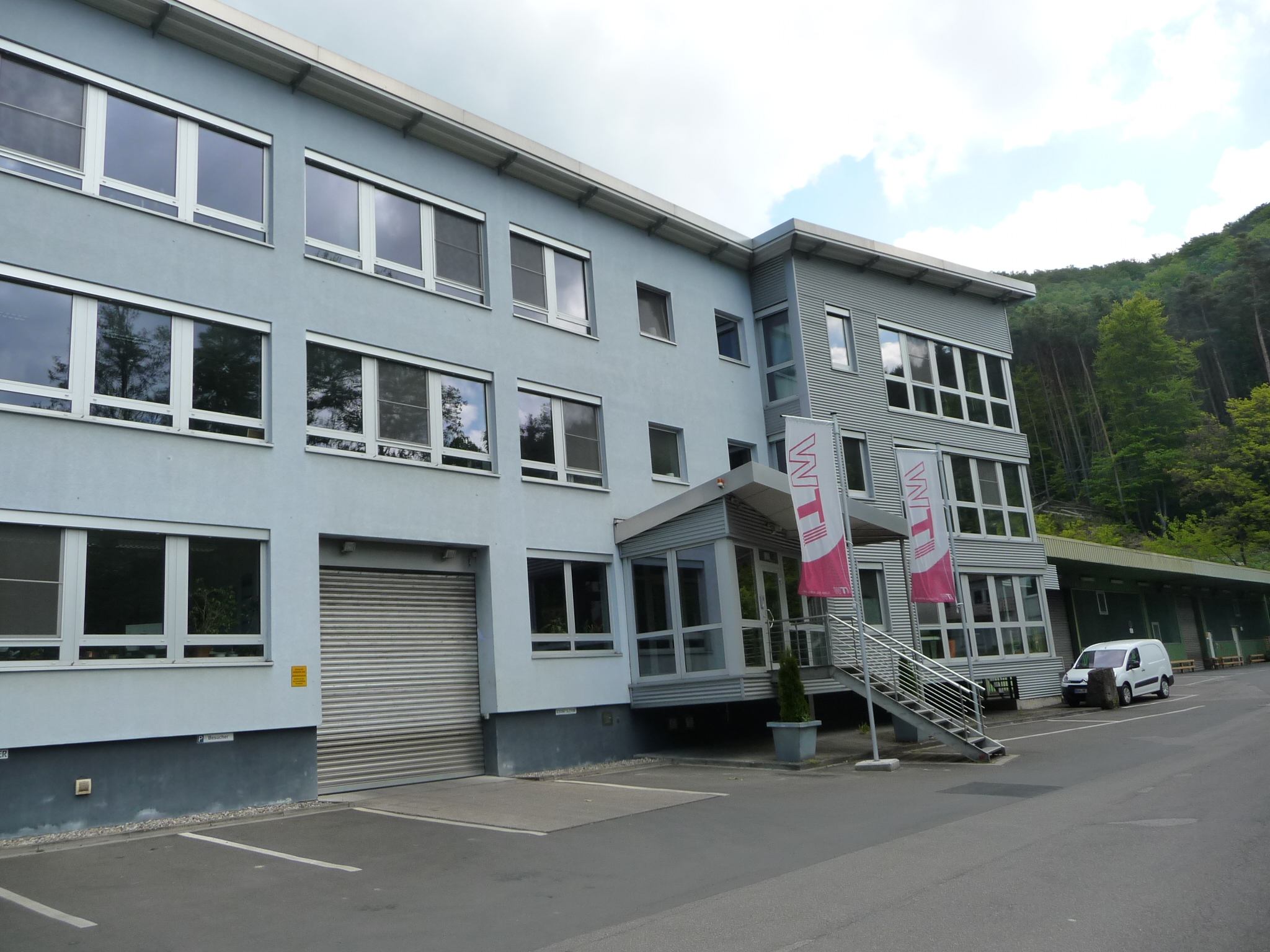
Drahtzug

Das ortsansässige Unternehmen wurde nach einer Genehmigung zum Drahtziehen gegründet, die Napoleon im Jahre 1811 erteilt hatte. Über wechselnde rechtliche Formen entwickelte sich das seit 2019 als Dradura (vormals Drahtzug Stein GmbH & Co. KG bzw. Drahtzug) firmierende Unternehmen zum größten Arbeitgeber des Landkreises. Es zählt zur Metallindustrie, die hergestellten Produkte sind Drahtwaren, Schweißzusatzwerkstoffe und Modifikationsdrähte.
Ab dem Jahr 1903 führte die Bahnstrecke Grünstadt–Altleiningen über Maihof-Drahtzug. Bis 1969 fand auf der Strecke ÖPNV statt, noch bis Ende 2005 wurde die aufrechterhaltene Teilstrecke von Grünstadt nach Drahtzug für den Güterverkehr des Unternehmens genutzt. Der Omnibusverkehr fährt auf der Strecke Grünstadt–Altleiningen den Haltepunkt Drahtzug an.
Das Gebäude der ehemaligen Gaststätte mit angeschlossenem Hotel wurde zuletzt jahrzehntelang als Swingerclub genutzt, bis September 2021 unter dem Namen Maihof und danach bis Ende Oktober 2022 unter dem Namen  Event-Hotel Charisma.